# Justin Reiter
Justin Reiter (Truckee, 2 febbraio 1981) è un ex snowboarder statunitense.

## Biografia
Specialista di slalom gigante parallelo e slalom parallelo, ha esordito in Coppa del Mondo di snowboard il 14 marzo 2003 ad Arosa, in Svizzera.

## Palmarès

### Mondiali
- 1 medaglia:
  - 1 argento (slalom parallelo a Stoneham 2013)

### Coppa del Mondo
- Miglior piazzamento nella Coppa del Mondo generale di snowboard: 34º nel 2007
- Miglior piazzamento nella Coppa del Mondo di parallelo: 3º nel 2015
- Miglior piazzamento nella Coppa del Mondo di slalom parallelo: 4º nel 2015
- Miglior piazzamento nella Coppa del Mondo di slalom gigante parallelo: 8º nel 2014 e nel 2015
- 4 podi:
  - 1 vittoria
  - 1 secondo posto
  - 2 terzi posti

#### Coppa del Mondo - vittorie
| Data         | Luogo | Paese  | Disciplina |
| ------------ | ----- | ------ | ---------- |
| 7 marzo 2015 | Mosca | Russia | PSL        |

Legenda:

PSL = Slalom parallelo